# نبيل عيوش
نبيل عيوش (بالفرنسية: Nabil Ayouch) (مواليد 1 أبريل 1969) هو مخرج أفلام وكاتب سيناريو ومنتج أفلام فرنسي من أصل مغربي. ولد عيوش بباريس من والده نور الدين عيوش، ومن أم فرنسية يهودية من أصل تونسي، حيث قضى جل طفولته بناحية سارسيل الباريسية. بعد ثلاث سنوات من دراسة الفن المسرحي (1987-1990)، بدأ مشواره ككاتب سيناريو ومخرج لدى وكالة الإعلانات "هافاس العالمية" ككاتب سيناريو ومساعد مخرج، حيث أخرج العديد من الأفلام الدعائية والأفلام القصيرة الحائزة على جوائز. أخرج فيلمه الروائي الطويل الأول مكتوب الحاصل على جائزة أفضل فيلم عربي في مهرجان القاهرة السينمائي، بينما فاز فيلمه علي زاوا بأكثر من 40 جائزة في عدة مهرجانات.

## مسيرته الفنية
في بداياته، اشتغل عيوش كمساعد مخرج حيث قام بإخراج عدد من الإعلانات الإشهارية عام 1992. بعد ذلك أخرج عيوش ثلاثة أفلام قصيرة هي "بائع الصمت" عام 1995، و"اتصالات أثيرية" عام 1993، ونال الفيلمان عددا من الجوائز، كما أخرج فيلم "حجارة الصحراء الزرقاء" عام 1992 رفقة الكوميدي جمال دبوز. أخرج عام 1997 فيلمه الطويل الأول "أطلال"، ثم فيلم "مكتوب" الذي حقق نجاحا كبيرا في المغرب، مما رشحه لتمثيل المغرب في جوائز الأوسكار سنة 1998. أسس نبيل عام 2003 الائتلاف المغربي للتنوع الثقافي بدعم من الاتحاد الأوروبي، و أنشأ عام 2005 شركة "صناعة السينما في المغرب" لإنتاج ثلاثين فيلما روائيا، وأطلق عام 2009 مشروع "صور للجميع". 

## الجوائز
- جائزة لوميير لأحسن فيلم فرنكفوني عام 2014
- وجائزة أفضل مخرج فيلم روائي عربي في الدورة الرابعة لمهرجان الدوحة السينمائي عام 2014
- والجائزة الكبرى للدورة 57 للأسبوع الدولي للسينما ببلد الوليد عام 2012
- جائزة الإبداع الفني في مهرجان الإسكندرية الدولي عام 2013
- وجائزة "فرنسوا-شاليه" عام 2012. [4]

## الجدل
يشتهر نبيل عيوش بتطرق للمواضيع الحساسة في المجتمع مثل الجنس والدين والطبقية الاجتماعي، حيث خلقت بعض أعماله ضجة في المجتمع، واشهرها فيلم الزين اللي فيك سنة 2015 من بطولة لبنى أبيضار حول الدعارة بالمغرب، الذي خلق جدلا واسعا في المجتمع المغربي، ومنع من العرض من طرف وزارة الإتصال المغربية.

## أعماله[3]
- 1997: أطلال
- 1997 : مكتوب
- 2000 : علي زاوا
- 2003 : لحظة ظلام
- 2007:
- 2007 : كل ماتريده لولا
- 2007: الكراب
- 2008: هي
- 2010 : ياك حنا جيران
- 2010: السراب
- 2011: ديما جيران
- 2012: كلنا جيران
- 2012 : يا خيل الله
- 2012 : أرضي (فيلم وثائقي)
- 2013: هم الكلاب
- 2015: آية والبحر
- 2015 : الزين اللي فيك
- 2017 : غزية
- 2019: آدم
- 2021 : علي صوتك
- 2022: القفطان الأزرق
- 2024: في حب تودا

## وصلات خارجية
- نبيل عيوش على موقع IMDb (الإنجليزية)
- نبيل عيوش على موقع ألو سيني (الفرنسية)
- نبيل عيوش على موقع أول موفي (الإنجليزية)
- نبيل عيوش على موقع قاعدة بيانات الأفلام السويدية (السويدية)
- نبيل عيوش على موقع قاعدة بيانات الفيلم (الإنجليزية)
- نبيل عيوش على موقع كينوبويسك (الروسية)